# Se
|  | Denne artikel er oprettet af botten PalnaBot ud fra en ekstern database. Den kan derfor have sproglige fejl eller mangler. Denne skabelon kan fjernes efter kontrol af indholdet. |

 For alternative betydninger, se Se (flertydig). (Se også artikler, som begynder med Se)
Se er en undervisningsfilm instrueret af Svend Aage Lorentz efter manuskript af Hagen Hasselbalch.

## Handling
Informativ film om stråler, lys og de ting der gør, at vi faktisk kan se.